# Castillo de Biar
Das Castillo de Biar ist eine Burg nahe Alicante an der spanischen Costa Blanca. Die Burg thront über dem Ort Biar, einem Dorf mit 3.657 Einwohnern. Sie wurde 1931 zum Baudenkmal von nationaler Bedeutung erklärt.

## Geschichte
Im 12. Jahrhundert erbaut, war die Burg zwischen den Königreichen Kastilien und Aragonien umkämpft. Hier verlief die Grenze, die am 20. März 1179 zwischen beiden Königreichen festgelegt wurde. Im Jahr 1245 eroberte Jakob I. die Burg für Aragonien.

## Beschreibung
Inmitten einer zweifachen Ummauerung befindet sich das Herzstück der Burg, ein freistehender, quadratischer, dreistöckiger Turm. Dieser Turm aus Lehm und Kalk stammt aus dem 12. Jahrhundert. Die zweifache Ummauerung wurde gegen Ende des 15. Jahrhunderts angelegt. Der nördliche Bereich wird durch einen Steilhang geschützt.
Im zweiten Stock des Turmes findet sich ein Bogengewölbe im Almohaden-Stil, das eines der ältesten seiner Art in Spanien ist.

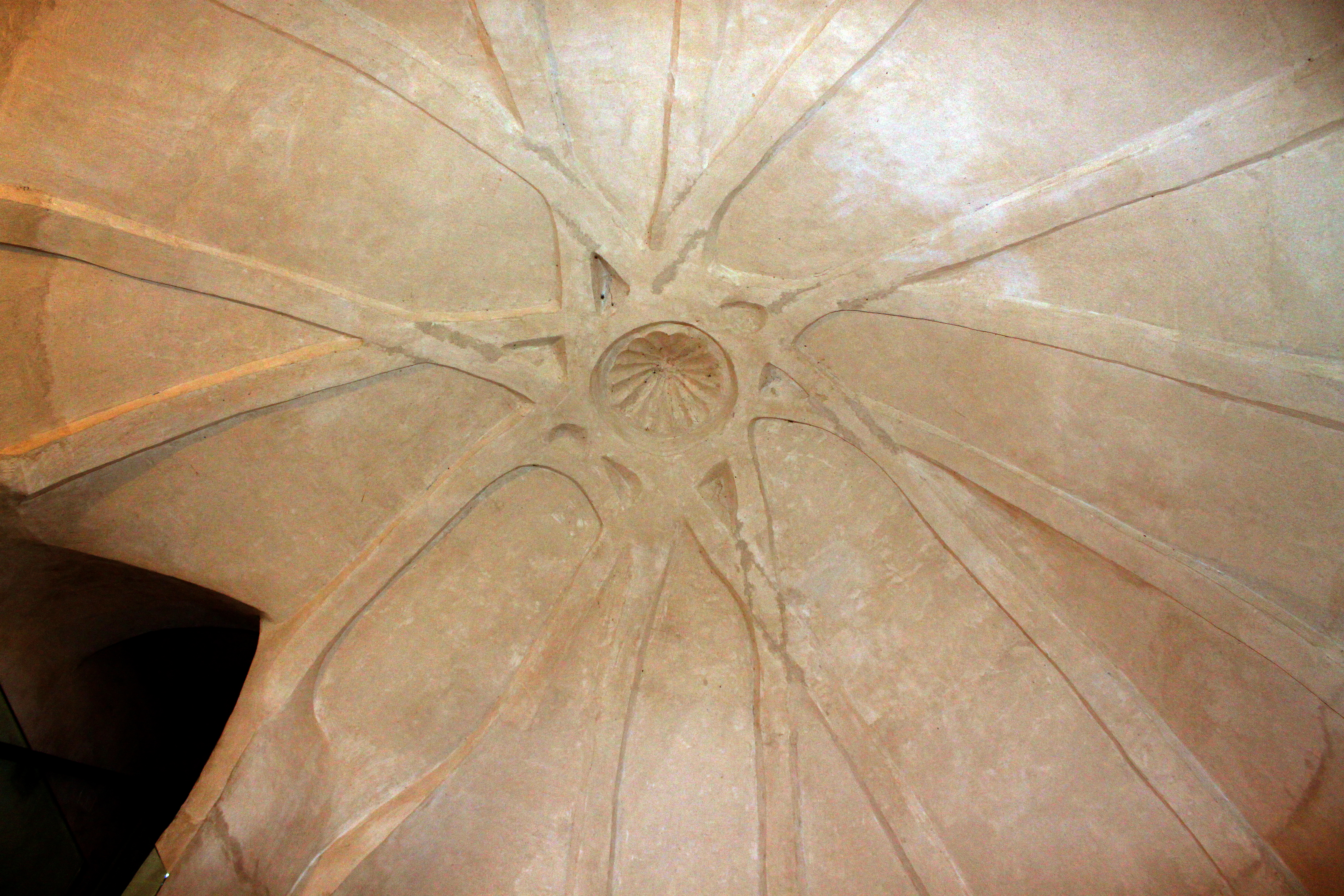
Bogengewölbe im Almohaden-Stil.